# Lijst van nationale parken in Mexico
Mexico's Nationale Parken (Spaans: Parques Nacionales) zijn nationale parken  die behoren tot de Nationale Commissie voor Beschermde Natuurgebieden (CONANP). Niet alle nationale parken voldoen aan dezelfde standaarden; slechts 15 maken al erkend deel uit van het 'Nationaal Systeem voor Beschermde Natuurgebieden' (SINAP). Hieronder volgt een lijst van Nationale Parken in Mexico.
| Name                                                              | Stichtingsjaar | Oppervlakte (km²) | Deelstaat           | Foto |
| ----------------------------------------------------------------- | -------------- | ----------------- | ------------------- | ---- |
| Nationaal park Archipiélago Espíritu Santo                        | 2007           | 486               | Baja California Sur |      |
| Arrecife Alacranes                                                | 1994           | 3.337             | Yucatán             |      |
| Nationaal park Arrecifes de Cozumel                               | 1996           | 119               | Quintana Roo        |      |
| Nationaal park Arrecife de Puerto Morelos                         | 1998           | 90                | Quintana Roo        |      |
| Nationaal park Arrecifes de Xcalak                                | 2000           | 179               | Quintana Roo        |      |
| Nationaal park Bahía de Loreto                                    | 1996           | 2.065             | Baja California Sur |      |
| Nationaal park Barranca del Cupatitzio                            | 1938           | 3                 | Michoacán           |      |
| Nationaal park Cascada de Basaseachi                              | 1981           | 58                | Chihuahua           |      |
| Nationaal park Benito Juárez                                      | 1937           | 27                | Oaxaca              |      |
| Nationaal park Bosencheve                                         | 1940           | 104               | Michoacán           |      |
| Nationaal park Cabo Pulmo                                         | 1995           | 71                | Baja California Sur |      |
| Nationaal park Cañón del Río Blanco                               | 1938           | 556               | Veracruz            |      |
| Nationaal park Cañón del Sumidero                                 | 1980           | 217               | Chiapas             |      |
| Nationaal park Cerro de Las Campanas                              | 1937           | 0,58              | Querétaro           |      |
| Nationaal park Cerro de la Estrella                               | 1938           | 11                | Mexico-Stad         |      |
| Nationaal park Cerro de Garnica                                   | 1936           | 9                 | Michoacán           |      |
| Nationaal park Cofre de Perote                                    | 1937           | 117               | Veracruz            |      |
| Nationaal park Constitución de 1857                               | 1962           | 50                | Baja California     |      |
| Nationaal park Costa Occidental de Isla Mujeres                   | 1996           | 86                | Quintana Roo        |      |
| Nationaal park Cumbres del Ajusco                                 | 1936           | 9                 | Mexico-Stad         |      |
| Nationaal park Cumbres de Majalca                                 | 1939           | 47                | Chihuahua           |      |
| Nationaal park Cumbres de Monterrey                               | 2000           | 1.773             | Nuevo León          |      |
| Nationaal park Desierto del Carmen (Nixcongo)                     | 1942           | 5                 | Estado de México    |      |
| Nationaal park Desierto de los Leones                             | 1917           | 15                | Mexico-Stad         |      |
| Nationaal park Dzibilchantun                                      | 1987           | 5                 | Yucatán             |      |
| Nationaal park El Chico                                           | 1982           |                   | Hidalgo             |      |
| Nationaal park El Cimatario                                       | 1982           | 24                | Querétaro           |      |
| Nationaal park El Gogorrón                                        | 1936           | 250               | San Luis Potosí     |      |
| Nationaal park El Potosí                                          | 1936           | 20                | San Luis Potosí     |      |
| Nationaal park El Sabinal                                         | 1938           | 0,08              | Nuevo León          |      |
| Nationaal park El Tepeyac                                         | 1937           | 15                | Mexico-Stad         |      |
| Nationaal park El Tepozteco                                       | 1937           | 232               | Morelos             |      |
| Nationaal park El Veladero                                        | 1980           | 36                | Guerrero            |      |
| Nationaal park General Juan N. Álvarez                            | 1964           | 5                 | Guerrero            |      |
| Nationaal park Grutas de Cacahuamilpa                             | 1936           | 16                | Guerrero            |      |
| Nationaal park Huatulco                                           | 1998           | 118               | Oaxaca              |      |
| Nationaal park Insurgente José María Morelos y Pavón              | 1939           | 43                | Michoacán           |      |
| Nationaal park Insurgente Miguel Hidalgo y Costilla (La Marquesa) | 1936           | 15                | Mexico-Stad         |      |
| Nationaal park Isla Contoy                                        | 1998           | 51                | Quintana Roo        |      |
| Nationaal park Isla Isabel                                        | 1980           | 1,9               | Nayarit             |      |
| Nationaal park Islas Marietas                                     | 2005           | 13                | Nayarit             |      |
| Nationaal park Iztaccíhuatl Popocatépetl                          | 1935           | 398               | Estado de México    |      |
| Nationaal park La Malinche (Matlalcuéyatl)                        | 1938           | 457               | Puebla              |      |
| Nationaal park Lago de Camécuaro                                  | 1941           | 0,1               | Michoacán           |      |
| Nationaal park Lagunas de Chacahua                                | 1937           | 141               | Oaxaca              |      |
| Nationaal park Lagunas de Montebello                              | 1959           | 60                | Chiapas             |      |
| Nationaal park Lagunas de Zempoala                                | 1936           | 47                | Morelos             |      |
| Nationaal park Lomas de Padierna                                  | 1938           | 6                 | Mexico-Stad         |      |
| Nationaal park Los Marmoles                                       | 1936           | 231               | Hidalgo             |      |
| Nationaal park Los Novillos                                       | 1940           | 0,4               | Coahuila            |      |
| Nationaal park Los Remedios                                       | 1938           | 4                 | Estado de México    |      |
| Nationaal park Mineral del Chico                                  | 1982           | 27                | Hidalgo             |      |
| Nationaal park Palenque                                           | 1981           | 17                | Chiapas             |      |
| Nationaal park Pico de Orizaba                                    | 1937           | 197               | Veracruz            |      |
| Nationaal park Rayon                                              | 1952           | 0,25              | Michoacán           |      |
| Nationaal park Sacromonte                                         | 1939           | 0,45              | Estado de México    |      |
| Nationaal park Archipiélago de San Lorenzo                        | 2005           | 584               | Baja California     |      |
| Nationaal park Sierra de Órganos                                  | 2000           | 11                | Zacatecas           |      |
| Nationaal park Sierra de San Pedro Mártir                         | 1947           | 719               | Baja California     |      |
| Nationaal park Sistema Arrecifal Veracruzano                      | 1992           | 522               | Veracruz            |      |
| Nationaal park Tula                                               | 1981           | 1                 | Hidalgo             |      |
| Nationaal park Tulum                                              | 1981           | 6                 | Quintana Roo        |      |
| Nationaal park Volcán Nevado de Colima                            | 1936           | 96                | Colima              |      |
| Nationaal park Xicoténcatl                                        | 1937           | 6                 | Tlaxcala            |      |